# Gewone slijmvis
De gewone slijmvis of steenslijmvis (Lipophrys pholis) is een kleine zeevis uit de familie van de naakte slijmvissen. Deze slijmvis komt voor in de kustwateren van het noordoosten van de Atlantische Oceaan van Noorwegen tot Marokko en ook in de Noordzee en de Middellandse Zee.

## Beschrijving
De vis kan 30 centimeter lang worden, maar is meestal veel kleiner, minder dan 20 centimeter, en wordt al volwassen bij een lengte van 8 centimeter. De vis is meestal bruin gekleurd, maar kan ook grijsgroen zijn met onregelmatige vlekken. De vis leeft in de getijdenzone, dus in ondiep water, tussen rotsen en stenen. De paaitijd is van april tot augustus. Het vrouwtje legt eieren in een soort nest onder stenen. Die eieren worden door een mannetje bevrucht en daarna ook door dit mannetje bewaakt. Ze leven van slakken, zeepokken en andere kleine kreeftachtigen.

## Voorkomen in Nederland en België
De vis komt voor aan de kusten van de Lage Landen tussen stenen van pieren en dijken, vaak in gezelschap van botervissen en vijfdradige meunen.